# (2384) Schulhof
(2384) Schulhof est un astéroïde de la ceinture principale.

## Description
(2384) Schulhof est un astéroïde de la ceinture principale. Il fut découvert le 2 mars 1943 à Nice par Marguerite Laugier. Il présente une orbite caractérisée par un demi-grand axe de 2,61 UA, une excentricité de 0,12 et une inclinaison de 13,5° par rapport à l'écliptique.

## Compléments